# Corrado Zoli
Corrado Zoli (Palermo, 3 januari 1877 – Rome, 8 december 1951) was een journalist, politicus en koloniaal bestuurder in het koninkrijk Italië. 
Hij was lid van de Partito Nazionale Fascista vanaf de oprichting (1921) tot de opdoeking (1943). Zonder aardrijkskundige studies gedaan te hebben was hij tien jaar lang voorzitter van de Società geografica italiana, de vereniging voor Italiaanse aardrijkskundigen.

## Levensloop
Zoli begon zijn carrière als journalist. De eerste landelijke krant waarvoor hij werkte was La Stampa en nadien werkte hij voor Il Secolo. Na de Italiaans-Turkse Oorlog (1911-1912) was Libië een Italiaanse kolonie geworden. Zoli trok naar Fezzan (1914), een van de provincies van Italiaans-Libië. Hij deed dit in het kielzog van het leger. Zoli werkte nog steeds als journalist voor Il Secolo. Vanuit Fezzan deed Zoli mee met expedities door de Sahara. Zijn reisverhalen stuurde hij door naar de krant.
Na de Eerste Wereldoorlog begon de ambtelijke carrière van Zoli. In 1919 was hij in Fiume, de actuele Kroatische stad Rijeka. In 1919 werd hij namelijk benoemd tot onderstaatssecretaris voor Buitenlandse Zaken in de regering van het Italiaans Regentschap Carnaro. Deze kortstondige regering stond onder leiding van Gabriele d'Annunzio, die Fiume had veroverd met zijn militie. 
Nadien trad Zoli toe tot de Partito Nazionale Fascista. 
In de jaren 1920 was Zoli andermaal in Afrika. Van 1924 tot 1926 was hij Hoge Commissaris van Jubaland dat in het Italiaans Oltregiuba wordt genoemd. Letterlijk betekent Oltregiuba: aan de overzijde van de rivier Juba vanuit Rome gezien; de Britten hadden het aan de Italianen afgestaan. Oltregiuba werd militair gesproken samen bestuurd met Italiaans-Somaliland. Zoli had gevreesd voor rellen van Britsgezinde kolonialen doch de rellen bleven uit. Bij het einde van zijn rustig verlopen mandaat werd Jubaland voortaan administratief bestuurd vanuit Italiaans-Somaliland.
Zoli reisde naar Rome terug (1926). Hij werd benoemd tot secretaris-generaal van het ministerie van Koloniën. 
Van 1928 tot 1930 was Zoli gouverneur van Italiaans-Eritrea. Hij kreeg zware kritiek vanuit het ministerie van Buitenlandse Zaken voor zijn agressief beleid. Zoli pookte namelijk grensincidenten met het keizerrijk Ethiopië op. Zo beval Zoli de volledige verovering van de Zuidelijke Rode Zeeregio, later bekend als Debubawi Keyih Bahri. Dit beleid was in 1929 goedgekeurd door het ministerie van Koloniën maar afgekeurd door Buitenlandse Zaken wegens te roekeloos. Nog in 1929 veroverde gouverneur Zoli de Hanish-eilandjes in de Rode Zee. Voor het ministerie van Koloniën ging Zoli te ver; hij gedroeg zich eerder als generaal dan als gouverneur. Zijn beleid in Eritrea was verder gekenmerkt door rassenscheidingen en landonteigeningen van lokale Eritreeërs. Nu keerden de kolonisten zich tegen hem omwille van het oproer dat een gevolg was van zijn beleid. In 1930 was Zoli verplicht af te treden als gouverneur van Eritrea. Hij reisde naar Rome terug. Hij was eregouverneur van Eritrea en werkte op het ministerie van Koloniën.
Zoli werd voorzitter van de Società geografica italiana (1933). Het was de eerste keer dat een voorzitter bij ministerieel decreet benoemd werd, en niet door de Uitvoerende Raad van de Società zoals voorheen het geval was. Voor Zoli en andere fascisten moest deze vereniging voortaan in dienst staan van de Italiaanse koloniale macht. Dit hield in kaarten verfijnen en expedities financieren tot glorie van het koloniale rijk. Zo interesseerde hij zich onder meer in de zuidgrens van Italiaans-Libië, de streek van Fezzan met andere woorden. 
Hij publiceerde meerdere artikels. De onderwerpen varieerden van diplomatieke kwesties over Ethiopië tot de Tweede Chinees-Japanse Oorlog.
Met de val van het fascisme (1943) verdween Zoli van het politieke toneel. Hij overleed in 1951.